# 스티브 브로디

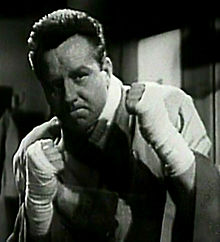

스티브 브로디(John Stevenson, 1919년 11월 21일 ~ 1992년 1월 9일)는 미국의 배우, 텔레비전 배우, 영화배우이다.

## 영화
- 와이어트 어프 - 툼스톤으로 돌아오다 (1994년)
- 프랑켄슈타인 아일랜드 (1981년)
- 기동순찰대 (1977년)
- 거대 거미의 습격 (1975년)
- 여형사 페페 (1974년)
- 더 와일드 월드 오브 배트우먼 (1966년)
- 파라다이스 (1966년)
- 카니발 (1964년)
- 블루 하와이 (1961년)
- 보난자 (1959년)
- 선셋 77번가 (1958년)
- 페리 메이슨 (1957년)
- 딜론 보안관 (1955년)
- 샤이안 (1955년)
- 와이어트 어프의 삶과 전설 (1955년)
- 머나먼 서부 (1954년)
- 달려라 래시 (1954년)
- 케인호의 반란 (1954년) - 치프 버지 역
- 심해에서 온 괴물 (1953년)
- 철모 (1951년)
- 엠 (1951년)
- 장갑차 강탈 (1950년)
- 윈체스터 73 (1950년)
- 론 레인저 - 49년 시리즈 (1949년)
- 보디가드 (1948년)
- 십자포화 (1947년)
- 과거로부터 (1947년)
- 크리미널 코트 (1946년)
- 워크 인 더 선 (1945년) - Pvt. 저드슨 역
- 닻을 올리고 (1945년)
- 폴로우 더 보이즈 (1944년)